# Hrólfs saga Gautrekssonar
La Hrólfs saga Gautrekssonar è una saga norrena messa per iscritto in Islanda nel XIII secolo. Il suo preludio è la Saga di Gautrekr.
Gautrekr fu un re dei Geati che discendeva dallo stesso Odino; egli perse sua moglie Alfhild e per questo impazzì, ignorando ogni questione di stato, e trascorreva tutto il suo tempo sul tumulo funerario di Alfhild facendo volare il suo falcone. Gautrekr aveva due figli, Ketill e Hrólfr Gautreksson, e Ketill divenne un grande vichingo che ereditò il regno di suo padre.
A Gamla Uppsala governava Eiríkr re di Svezia, che aveva solo una figlia, Þornbjörg. Ella era una skjaldmö che avrebbe preferito trascorrere i suoi giorni combattendo e facendo sport maschili piuttosto che attività femminili; per il suo comportamento fu chiamata Þórbergr konungr, "re Þórbergr". Suo padre le diede la tenuta reale di Ulleråker, dove aveva un seguito di huscarl che la aiutavano a cacciare i visitatori indesiderati.
Ketill suggerì a Hrólfr di tentare di corteggiare la principessa e, dopo molte esitazioni, Hrólfr accettò. Suo fratello disse che "sarebbe stato il matrimonio più nobile delle terre del Nord avere la figlia del re di Uppsala come moglie" e che "molti hanno poco coraggio in un grande corpo ed è una vergogna che tu che sei un uomo non osi parlare al sesso femminile".
Hrólfr si fece coraggio e si recò in Ulleråker col suo fratello adottivo Ingjaldr di Danimarca e sessanta guerrieri ben armati per corteggiare la principessa guerriera di Svezia.
Þornbjörg sedeva sul trono completamente vestita dell'armatura e con cipiglio superbo. Quando Hrólfr fece la sua proposta, ella si alzò, prese le sue armi e ordinò ai suoi uomini di "prendere e legare il pazzo che aveva offeso re Þórbergr". Hrólfr mise il suo elmo e chiese ai suoi huscarl di lasciarlo, poi uccise valorosamente non meno di dodici dei campioni di Þórbergr prima di essere costretto a scappare dal nemico in superiorità schiacciante. Tutti nella sua compagnia tornarono a Götaland vivi.
Dopo una campagna vichinga nell'Ovest, verso la Scozia e la Bretagna, Hrólfr volse la prua delle sue sei navi verso nord e non si fermò finché non raggiunse Uppsala. Quando fu stabilito un nuovo trattato di pace tra Hrólfr e re Eiríkr, Hrólfr tornò a Ulleråker a ripetere la proposta alla principessa. Þórbergr strillò che sarebbe diventata una pecoraia di Götaland prima che egli avrebbe avuto un qualche potere su di lei. Dopo un aspro combattimento Þórbergr fu catturata e non molto dopo sposò Hrólfr.
Dopo qualche tempo Hrólfr succedette a suo fratello come re dei Geati, ma nessuno scrisse cosa gli successe dopo.

## Tradizione svedese
Secondo una tradizione svedese, Hrólfr Gautreksson è sepolto a Bälinge, presso Alingsås, nel Rolfsborg ("Collina di Rolf").